# Liste des communes de Calabre
Liste des communes de Calabre, par province.
- Communes de la province de Catanzaro
- Communes de la province de Cosenza
- Communes de la province de Crotone
- Communes de la province de Reggio de Calabre
- Communes de la province de Vibo Valentia